# جوزيف جادج
جوزيف جادج (بالإنجليزية: Joseph Judge)‏ هو مؤرخ وصحفي أمريكي، ولد في 4 فبراير 1928، وتوفي في 20 أبريل 1996.